# Nicolae Paulescu
Nicolae Constantin Paulescu (30. října 1869 Bukurešť – 17. července 1931 Bukurešť) byl rumunský fyziolog a lékař, jeden z objevitelů inzulínu, jejž nazval pancreine. Při udílení Nobelovy ceny v roce 1923 právě za objev inzulínu byl ovšem opomenut. Jeho následné protesty Nobelův výbor odmítl, podobně jako u některých jiných spoluobjevitelů (Zuelzer, Kleiner). Paulescu byl též krajně pravicovým a antisemitským aktivistou.

## Život
Vystudoval lékařství v Paříži (1897), roku 1900 se vrátil do Rumunska a učil na lékařské fakultě Bukurešťské univerzity. Inzulín objevil roku 1916 a s léčebným účinkem ho aplikoval na diabetického psa. Poté však musel narukovat na frontu první světové války. Po válce se k výzkumu vrátil a svůj objev publikoval ve třech článcích z roku 1921. V roce 1922 získal rumunský patent a začal látku průmyslově vyrábět. Budoucí nositelé Nobelovy ceny Frederick Grant Banting a John James Rickard Macleod z Univerzity v Torontu publikovali svůj článek o objevu inzulínu v únoru 1922. Rozdíl byl, že jejich látka byla čistá a šla aplikovat léčebně na člověka. Paulescu získával svou látku z hovězího pankreasu a jen částečně očištěnou kyselinou chlorovodíkovou a hydroxidem sodným ji experimentálně aplikoval na psa, u něhož byl sice prokázán léčebný účinek ve smyslu vyrovnání hladiny cukru, ale zároveň látka působila na psí organismus škodlivě v jiném smyslu a nemohla být proto aplikována na člověka intravenózně. Paulescu sice v jednom článku popsal svou intravenózní aplikaci na člověka a následné snížení hladiny cukru na nulu, ale ze záhadných důvodů se v článku nezmínil o hypoglykemickém kómatu, které v takovém případě nutně musí u pacienta nastat. Paulescu nebyl jediný, kdo se cítil Nobelovou cenou pro Bantinga a Macleoda poškozen. Israel Kleiner testoval pankreatický extrakt na psech v roce 1915, George Ludwig Zuelzer dokonce již v roce 1906. Nobelův výbor však ocenil především to, že Bantingův a Macleodův inzulín šlo prokazatelně použít jako lék bez vedlejších účinků. Boj za Paulescovo docenění vedl v 70. letech 20. století především Ian Murray, lékař Glasgowská nemocnice, viceprezident Britské asociace pro cukrovku a zakládající člen Mezinárodní diabetologické federace.
Paulescu byl vášnivým antisemitou a sepsal řadu článků o "žido-zednářském" spiknutí proti rumunskému národu a křesťanství. Ve spise Degenerace židovské rasy z roku 1928 Paulescu napsal, že mozky Židů váží méně než mozky árijců, z čehož lze odvodit židovskou méněcennost. Spolu s A. C. Cuzou byl zakladatelem fašistické Národní křesťanské unie, která se roku 1923 transformovala do organizace Liga Apărării Național Creștine (Národně křesťanská liga sebeobrany) a po vzoru Hitlerovy strany začala užívat jako svůj symbol svastiku. Byl to právě Paulescu, který přesvědčil Cuzu, aby do své fašistické doktríny zakomponoval křesťanský prvek. O významném vlivu Paulesca na svůj vlastní myšlenkový vývoj často psal i Corneliu Zelea Codreanu, zakladatel Železné gardy, hlavní fašistické síly, která Rumunsko nakonec ovládla. Ve druhé polovině 20. století, při boji za uznání opomenutých Paulescových vědeckých zásluh, se otázka jeho extrémistických názorů znovu otevřela. Jedním z paradoxních Paulescových obhájců byl i Nicolae Cajal, prezident Rumunské federace židovských obcí v letech 1994 až 2004, který obhajoval uznání Paulescovy vědecké práce s tím, že je třeba rozlišovat mezi soukromými názory jednotlivců a jejich vědeckou prací. Připomněl též, že jeho otec, dr. Marcu Cajal, byl Paulesccovým studentem a vždy jeho vědecké schopnosti obdivoval, i když jako Žid nesouhlasil s Paulescovými antisemitskými názory. Přesto například v roce 2003 bylo odvoláno odhalení pamětní desky v Paříži, poté, co Paulescovy politické názory vešly ve Francii ve známost. Podobné diskuse ostatně byly vedeny u řady rumunských intelektuálních emigrantů do Francie (Mircea Eliade, Emil Cioran), jimž se jejich fašistická minulost v Rumunsku často dlouho dařila tajit a většinou vešla ve známost až v době vysoké společenské prestiže těchto autorů.